# 徳永憲
徳永 憲（とくなが けん、1971年 - ）は日本のシンガーソングライター、ギタリスト。滋賀県出身。

## 経歴
高校時代にバンド活動を始め、大学在学中にデモテープがポニーキャニオンのディレクターに認められ、1993年に上京。デビューまで何故か時間がかかり、1996年9月にようやくアルバムのレコーディングに入り、1998年8月19日に、ポニーキャニオンからミニ・アルバム『魂を救うだろう』でデビュー。当初は独特の歌詞とアシッドフォークという音楽性のせいか「90年代のビートニク」という宣伝をされていた。1999年にポニーキャニオンから契約を反故にされて活動が危ぶまれたが、インディーズに移り、寡作ながらも作品を発表し続けている。

## 人物・音楽性
変則チューニングで作曲する事が多く、非常に独特な楽曲が多い。弾き語りの時とバンドスタイルの時とで作風が異なり、弾き語りの場合はアシッドフォーク寄り、バンドスタイルの場合はパワーポップ寄りのサウンドになる。2000年代には、アコースティック・ギターの弾き語り以外に、エレクトリック・ギターで弾き語りをする事が多かった。
キリンジ（堀込兄）とは上京時からの知り合い。徳永によるとデモテープの録音を手伝ってもらっていた。また小島麻由美ともその頃からの知り合いであり、コーラの秘密を知ってしまったために引っ越していった人を歌った迷曲「コーラの秘密」は元々小島への提供曲として書いたものだった。

## ディスコグラフィ

### アルバム
- アイヴィー（1998年）
- 眠りこんだ冬（2000年）
- 嘘つきデビル（2001年）
- サイレンサー（2004年）
- スワン（2006年）
- 裸のステラ（2008年）
- ただ可憐なもの（2011年）
- ねじまき（2013年）
- アンサンブルー（2015年）
- 信じるに値しない男（2017年）
- 牙に見えたよ、君のストロー（2020年）
- 今バリアしてたもん（2022年）

### ミニアルバム
- 魂を救うだろう（1998年）
- お先に失礼（1999年）

### シングル
- オートマチック・ラブラブマシーン（1998年）
- オカエリ・ファンファーレ（2000年）
- 気にしないで（2000年）
- ネヴァ・ギヴァ（2001年）

### 参加作品
- 一期一会 Sweets for my SPITZ（2002年）
「夏の魔物」 - 小島麻由美のバッキングギター